# Röhrenbach
Röhrenbach osztrák község Alsó-Ausztria Horni járásában. 2024 januárjában 486 lakosa volt. 

## Elhelyezkedése

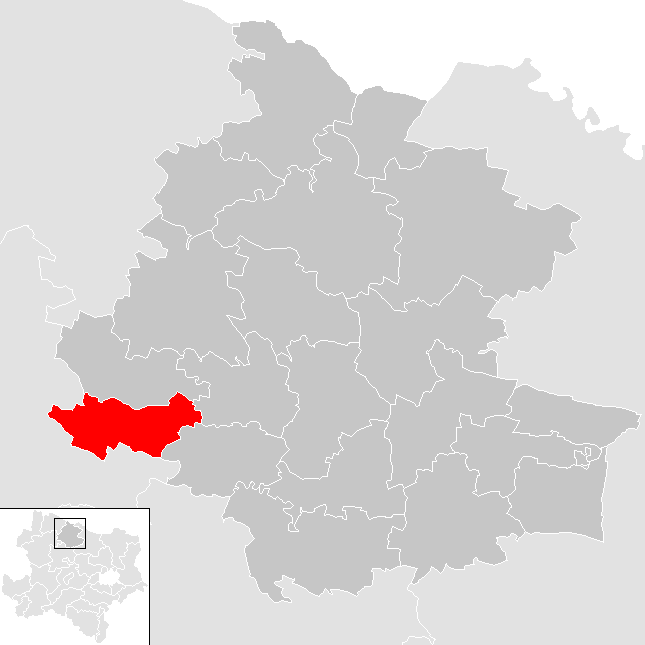
Röhrenbach a Horni járásban

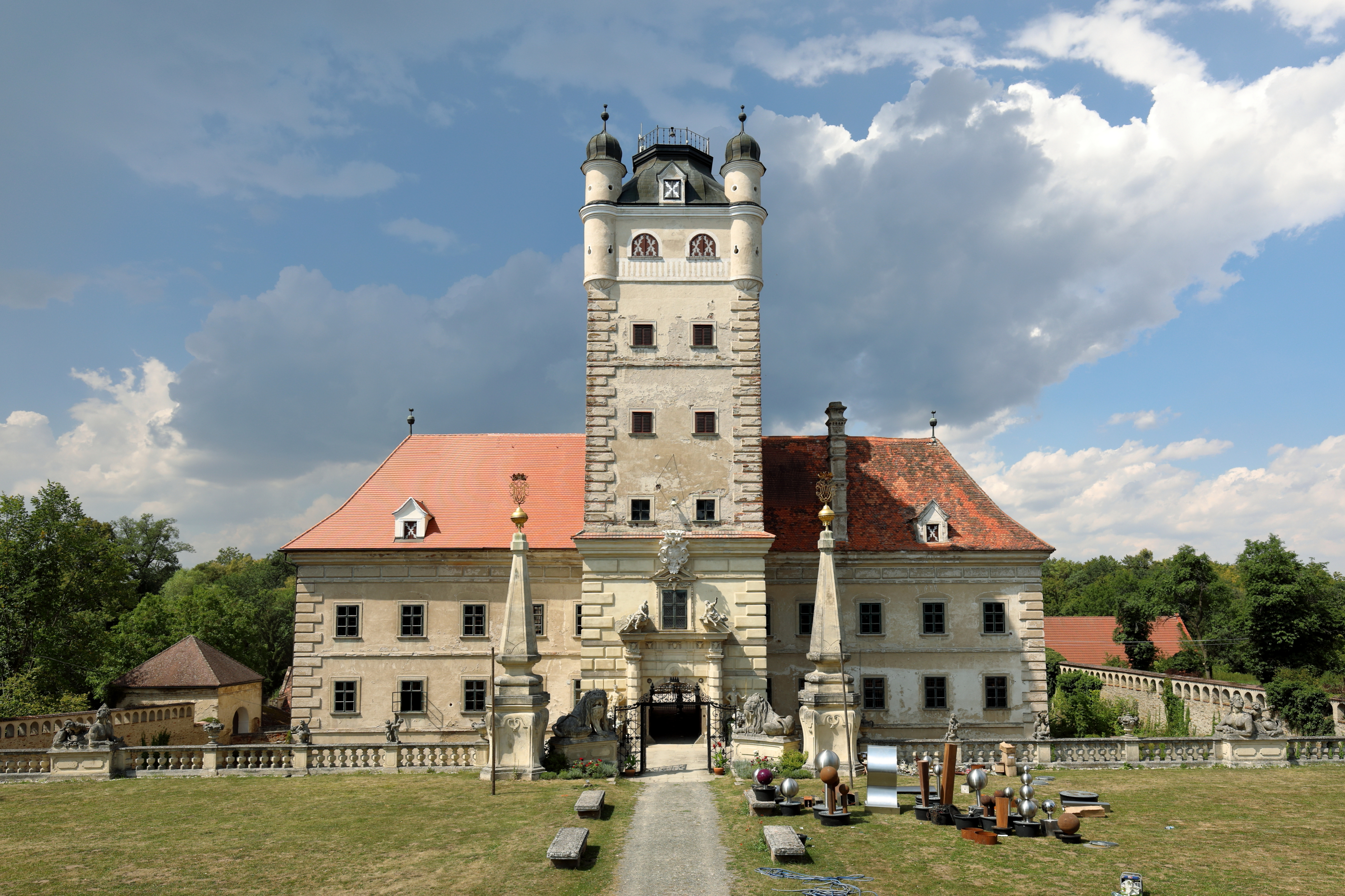
A greillensteini kastély

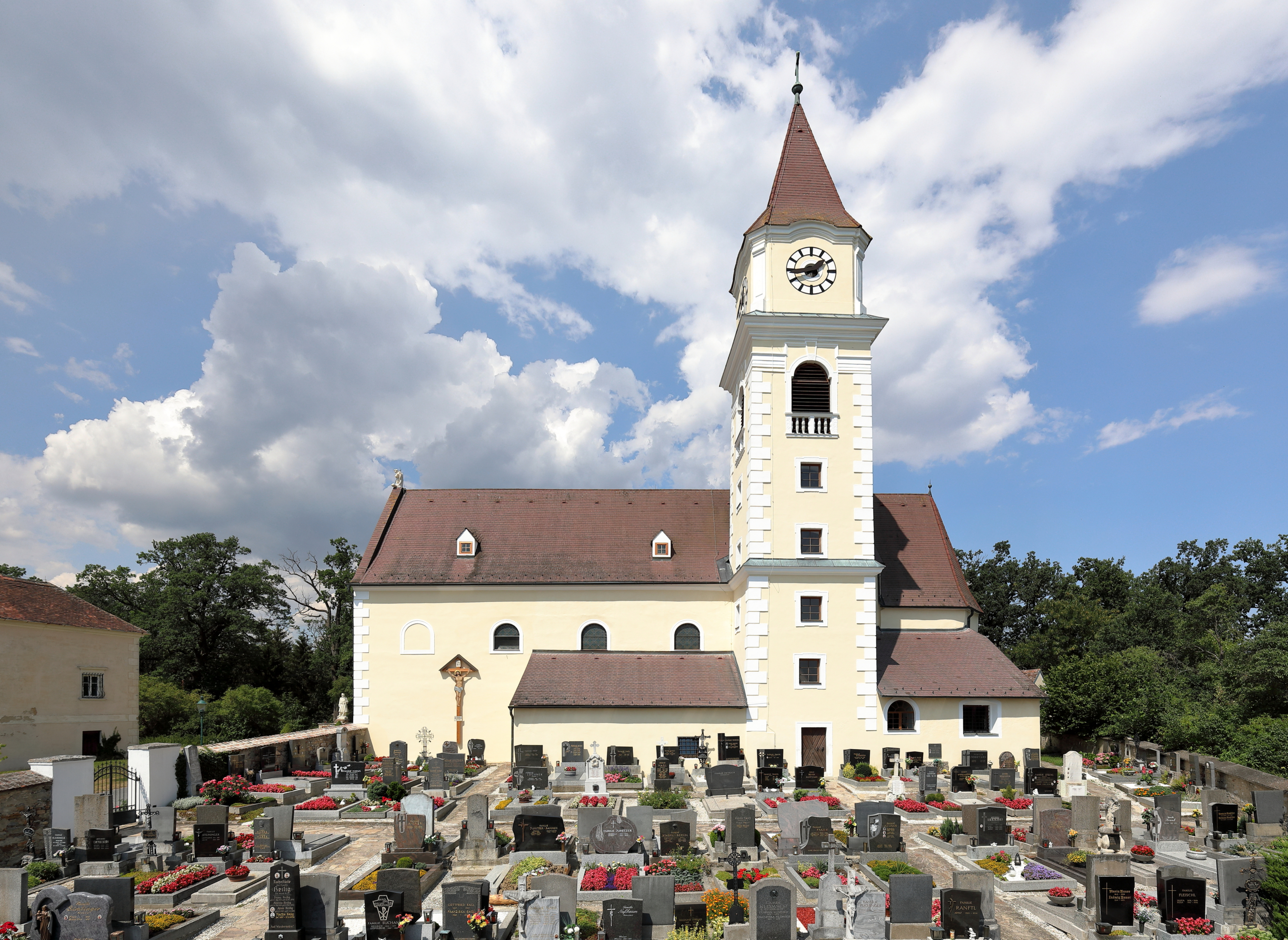
A Maria Eich-plébániatemplom

Röhrenbach a tartomány Waldviertel régiójában fekszik, a Horni-medence nyugati részén. Legfontosabb folyóvize a Taffabach. Területének 16,9%-a erdő, 76,2% áll mezőgazdasági művelés alatt. Az önkormányzat 8 települést egyesít: Feinfeld (83 lakos 2024-ben), Germanns (18), Gobelsdorf (29), Greillenstein (11), Neubau (41), Röhrenbach (149), Tautendorf (40) és Winkl (115).
A környező önkormányzatok: északra Brunn an der Wild, keletre Sankt Bernhard-Frauenhofen, délkeletre Altenburg, délre Pölla, nyugatra Allentsteig, északnyugatra Göpfritz an der Wild.

## Története
Röhrenbachot 1170-ben említik először egy bizonyos Meinhard von Röhrenbach nevében. Vára a 14. századig követhető az oklevelekben, mára már a helye sem ismert. A falu temploma 1251/1252-ben került az altenburgi apátság felügyelete alá. 1427-ben az Alsó-Ausztriába betörő cseh husziták elpusztították a települést.
1534-ben Hans Lorenz von Kuefstein szerezte meg a Röhrenbachtól keletre fekvő Greillenstein várát. A Kuefsteinek ebben az időben Alsó-Ausztria egyik vezető protestáns családja voltak, és Greillenstein lett uralmuk központja. Hans Lorenz és fia, II. Hans Georg 1560 és 1604 között pompás reneszánsz kastéllyá alakíttatta át a középkori várat. A kastélykápolna oltára a kevés megmaradt eredeti reneszánsz oltár egyike Ausztriában. Híresek a kert homokkő törpeszobrai is. 
A Kuefstein család a 17. században ispotályt alapított. A 18. században a volt ispotálytemplomot kriptakápolnává alakították át, ahol a család 1683 és 1925 közötti sírfeliratai és síremlékei találhatók. A kastély ma is a Kuefsteinek kezében van és 1959 óta múzeumként látogatható. 
Az 1848-as forradalmat követően megszűnt a feudális birtokrendszer, Greillenstein elvesztette közigazgatási funkcióját és megalakult Röhrenbach községi önkormányzata. 

## Lakosság
A röhrenbachi önkormányzat területén 2024 januárjában 486 fő élt. A lakosságszám 1880-ban érte el a csúcspontját 1106 fővel, azóta folyamatosan csökkenő tendenciát mutat. 2022-ben az ittlakók 97,8%-a volt osztrák állampolgár; a külföldiek közül 0,4% a régi (2004 előtti), 0,8% az új EU-tagállamokból érkezett. 1% egyéb ország polgára volt. 2001-ben a lakosok 96,2%-a római katolikusnak, 1% mohamedánnak, 1,9% pedig felekezeten kívülinek vallotta magát. Ugyanekkor a legnagyobb nemzetiségi csoportot a németek (97,8%) mellett a szerbek alkották 1 fővel (0,2%).
A népesség változása:

| 2016 | 528 |
| 2018 | 522 |

## Látnivalók
- a greillensteini kastély

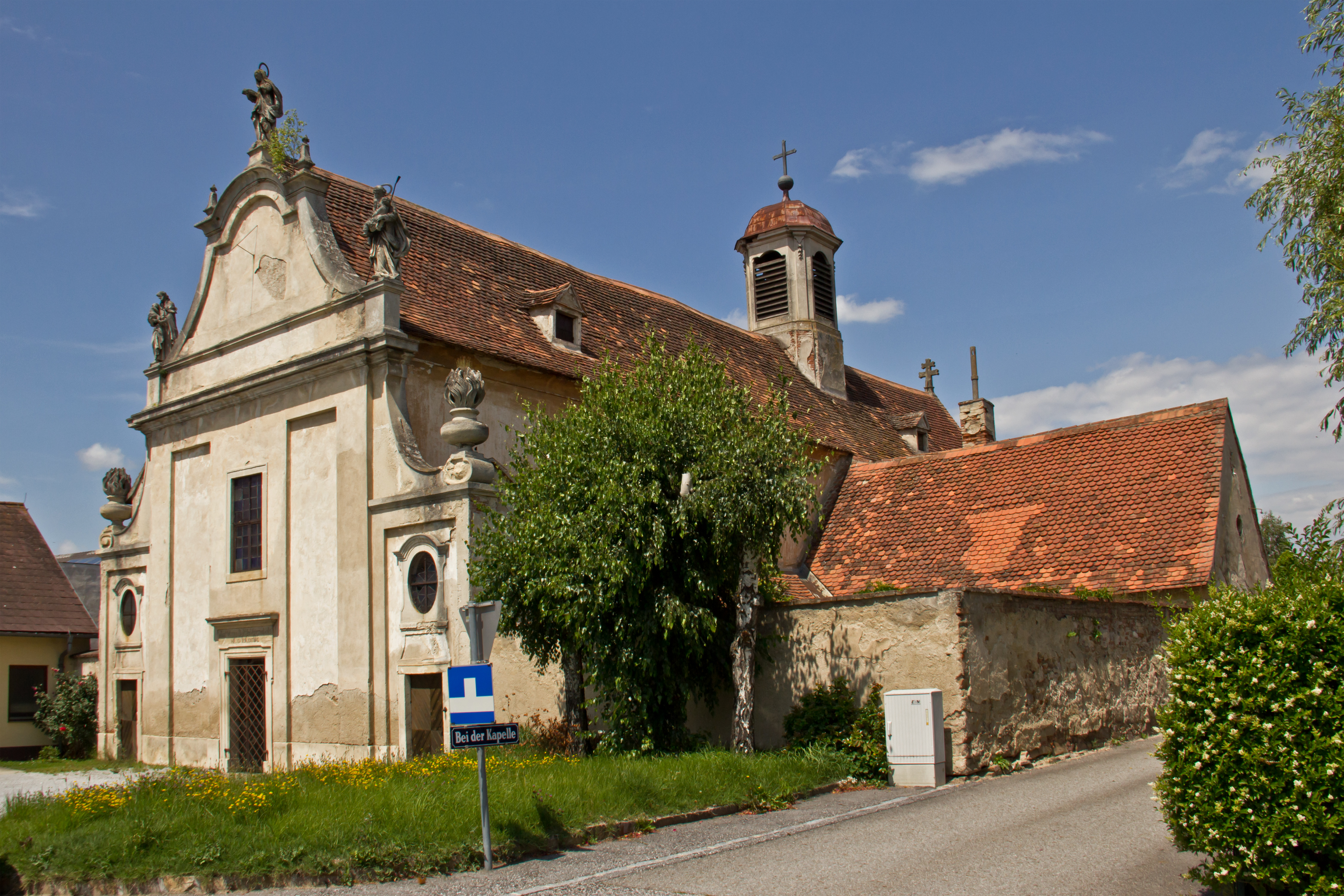
A Szt. Anna-kápolna

- a röhrenbachi Maria Eich-plébánaitemplom
- a Szt. Anna-kriptakápolna

## Fordítás
- Ez a szócikk részben vagy egészben  a   Röhrenbach (Niederösterreich) című német Wikipédia-szócikk ezen változatának fordításán alapul.  Az eredeti cikk szerkesztőit annak laptörténete sorolja fel. Ez a jelzés csupán a megfogalmazás eredetét és a szerzői jogokat jelzi, nem szolgál a cikkben szereplő információk forrásmegjelöléseként.